# Comparación de paquetes software para PVR
Hoy en día existen múltiples opciones para aquellos que desean aprovechar las ventajas de la televisión digital y de reproductores multimedia. A continuación se muestra una guía con la información básica general de los paquetes de software más populares para PVR.

## Información general
Información básica general de los paquetes software más populares para PVR DVR.
| Nombre               | Página Web oficial                                               | Windows  | Macintosh | GNU/Linux | Requisitos                                                                                  | Precio | Última versión estable                | Notas |
| -------------------- | ---------------------------------------------------------------- | -------- | --------- | --------- | ------------------------------------------------------------------------------------------- | --- | ------------------------------------- | --- |
| Beyond TV            | Beyond TV                                                        | Sí       | No        | No        | Ver Requerimientos SO, Hardware y Sorftware compatible con BeyondTV                         | Ver Precios BeyontTV                                                                                              | 4.9.0                                 | Apenas tiene soporte en Europa. No es compatible con las tecnologías DVB-T y DVB-S |
| CTpvr                | CTPVR                                                            | Sí       | No        | No        | CTPVR                                                                                       | CTpvr Media Center 2.2: $39.95                                                                                    | 2.2                                   | Hay versiones de prueba para 15 días. |
| EyeTV                | Elgato                                                           | No       | Sí        | No        | Ver Requerimientos y periféricos compatibles para EyeTV 3.0                                 | Upgrade Version 3.0: 39.95 Euros Full Version 3.0: 79.95 Euros Tienda Sintonizadores, Software, Video, Accesorios | 3.0                                   | Gratis por la inscripción de un año a [www.tvtv.es tvtv] |
| Freevo               | Freevo                                                           | Limitado | Sí        | Sí        | Ver Instalación de Feevo 1.8.2                                                              | Libre | 1.8.2                                 | Open source |
| GB-PVR               | GB-PVR Archivado el 14 de enero de 2004 en Wayback Machine.      | Sí       | No        | No        | Ver Requerimientos de GB-PVR 1.3.7                                                          | Libre | 1.3.7                                 | Incluye EPG integrado, servidor media, PC client (local o red), clientes MediaMVP, agenda-web. |
| Got All Media        | Got All Media                                                    | Sí       | No        | No        | Ver Requerimientos de Got All Media 7.0.0.3                                                 | 40,36 Euros (I.V.A incluido)                                                                                      | 7.0.0.3                               | Está en inglés |
| CenterStage          | CenterStage                                                      | No       | Sí        | No        | ?                                                                                           | Libre | Todavía está en proyecto              | ? |
| MediaPortal          | MediaPortal                                                      | Sí       | No        | No        | Ver Requerimientos de MediaPortal 1.0                                                       | Libre | 1.0 RC3, 1.0 RC4                      | Código abierto Foro de desarrollo de la versión 2.0 |
| Yahoo Go! TV         | Yahoo Go! TV Archivado el 18 de mayo de 2008 en Wayback Machine. | Sí       | No        | No        | Ver Requerimientos de Yahoo Go! TV Archivado el 12 de diciembre de 2008 en Wayback Machine. | Libre | 0.2.55                                | Código abierto Solo disponible en EUA |
| MeediOS              | MeediOS                                                          | Sí       | No        | No        | Ver requerimientos de Yahoo Go! TV Archivado el 12 de diciembre de 2008 en Wayback Machine. | Free | 1.2.3                                 | Código abierto Yahoo! adquirió el software de MeediOS y el mismo software ahora se llama Yahoo Go! TV. Pero en la página oficial de MeediOS se pueden descargar plugins.                                                       |
| MythTV               | MythTV                                                           | Sí       | Sí        | Sí        | Ver Requerimientos de MythTV 0.21                                                           | Libre | 0.21                                  | Código abierto |
| SageTV               | SageTV                                                           | Sí       | Sí        | Sí        | Ver Requerimientos de SageTV                                                                | Software: $79.95 Software + placeshifter: $99.95 Placeshifter: $29.95                                             | 6.4 para Windows y Linux 6.2 para Mac | Basado en Java. Se puede adquirir con opción de placeshift (permite conectarte a tu SageTV Media Center en una LAN o una conexión de Internet desde cualquier PC o Mac!)                                                       |
| SesamTV              | SesamTV Archivado el 20 de noviembre de 2008 en Wayback Machine. | Sí       | No        | No        | Ver Requerimientos de SesamTV 2.2                                                           | Libre | 2.2                                   | Lenguajes disponibles: Inglés - Catalán - Alemán - Danés - Francés - Italiano - Portugués - Castellano - Sueco. En caso de que sea para uso profesional se requiere licencia: 1 licencia = 19€ 10 licencias = 14€ por licencia |
| TVedia               | TVedia                                                           | Sí       | No        | No        | Ver Requerimientos de TVedia 4.2                                                            | $34.95 | 4.2                                   | Se puede acceder al contenido de servidores de media como: fotos en línea Flickr, radio en línea Live365, video stream en línea YouTube, Google Video, o Metacafe.                                                             |
| Windows Media Center | Windows Media Center                                             | Sí       | No        | No        | Windows XP Media Center Edition, Windows Vista y Windows 7                                  | Incluido en Windows.                                                                                              | 6.1.7600.16385 info                   | Incluido en Windows XP MCE, Windows Vista (Home Premium y Ultimate editions) y Windows 7 (todas las ediciones exceptuando Starter y Home Basic).                                                                               |

## Artículos para PVR
Información sobre artículos implementados para PVR.
| PVR                  | Subscripción gratuita a EPG | Administración de energía | Soporte a TV Tuner Cards | Soporte a CableCard | Soporte a ATSC Tuner | Salteo automático de anuncios | Teletexto | Agenda de grabaciones | Grabación personalizada inteligente 1 | Soporte de Gestión de derechos digitales | Burn DVD | Ver                                                      |
| -------------------- | --------------------------- | ------------------------- | ------------------------ | ------------------- | -------------------- | ----------------------------- | --------- | --------------------- | ------------------------------------- | ---------------------------------------- | -------- | -------------------------------------------------------- |
| Beyond TV            | Sí                          | Sí6                       | Sí                       | No                  | Sí                   | Sí                            | No        | Sí                    | Sí                                    | No                                       | Sí       |                                                          |
| CTpvr                | Sí                          | Sí                        | Sí                       | No                  | Sí                   | No                            | Sí        | Sí                    | No                                    | ?                                        | No       |                                                          |
| EyeTV                | Sí                          | Sí                        | Sí                       | No 8                | Sí                   | No                            | Sí        | Sí                    | Sí                                    | No                                       | Sí       |                                                          |
| Freevo               | Sí                          | ?                         | Sí                       | No                  | ?                    | add-on externo                | ?         | Sí                    | ?                                     | No                                       | No       |                                                          |
| GB-PVR               | Sí                          | ?                         | Sí                       | No                  | Sí                   | Sí                            | Sí        | Sí                    | Sí                                    | ?                                        | No       |                                                          |
| Got All Media        | Solo en EUA y Canadá        | ?                         | ?                        | No                  | ?                    | No                            | Sí        | Sí                    | ?                                     | ?                                        | No       |                                                          |
| CenterStage          | No                          | ?                         | No                       | No                  | ?                    | No                            | ?         | No                    | ?                                     | No                                       | ?        | ?                                                        |
| MediaPortal          | Sí5,9                       | Sí                        | Sí                       | No                  | Sí                   | Plugin10                      | Sí        | Sí                    | Sí10                                  | Soporte parcial                          | Sí       |                                                          |
| Yahoo Go! TV         | Sí                          | No                        | ?                        | No                  | ?                    | ?                             | No        | Sí                    | No                                    | ?                                        | No       | Archivado el 16 de diciembre de 2008 en Wayback Machine. |
| MeediOS              | ?                           | ?                         | ?                        | No                  | ?                    | ?                             | ?         | ?                     | ?                                     | ?                                        | No       |                                                          |
| MythTV               | Sí5,7                       | Sí                        | Sí                       | No                  | Sí                   | Sí                            | Sí        | Sí                    | Sí add-on3 externo                    | No                                       | Sí       |                                                          |
| SageTV               | Sí                          | Sí                        | Sí                       | No                  | Sí                   | Sí Plugin10                   | No        | Sí                    | Sí                                    | No                                       | Sí       |                                                          |
| SesamTV              | Sí                          | Sí                        | Sí                       | No                  | ?                    | No                            | ?         | Sí                    | ?                                     | ?                                        | No       |                                                          |
| Windows Media Center | Sí                          | Sí                        | Sí11                     | Sí4                 | Sí                   | Sí add-on2 externo            | Sí        | Sí                    | No12                                  | Sí                                       | Sí       |                                                          |

1 La grabación personalizada inteligente hace que el PVR registra los hábitos del usuario y realiza grabaciones de los programas de interés automáticamente.

2 Windows Media Center puede saltarse los anuncios automáticamente con la instalación del plugin externo llamado "DVRMSToolbox" (la cual no es de Microsoft) o "Lifextender" .

3 MythTV se debe instalar el plugin externo "tvwish" (la cual no es de MythTV).

4 Windows Media Center soporta CableCard cuando se usa sobre Hardware OEM certificado por CableLabs. 

5 Soporta over-the-air epg cuando se utilizan tarjetas o boxes que soportan esta funcionalidad en áreas que el servicio está activo.

6 Para poder usar la administración de energía con Beyond TV, la interface del usuario principal ha de estar cerrada.

7 MythTv: se necesitan Schedules Direct, las cuales cuestan $20/año.

8 Soportado en EyeTV 610 (DVB-C) ay EyeTV 310 (DVB-S)

9 EPG se suministra vía WebEpg

10 Es soportado por plugins de 3.ª generación

11 Fuera del box MCE soporta dos ATSC tuners y dos NTSC tuners, para más sintonizadores se deben llevar a cabo modificaciones en el registro.

12 Vista Media Center puede realizar grabaciones inteligentes parciales. Se pueden realizar grabaciones basados en palabras clave, nombres de actores u otros géneros.

## Formatos de video compatibles
Información sobre video codecs implementados de serie en los PVRs. 
| DVR                  | MPEG-1 | MPEG-2 | MPEG-4 ASP (MPEG-4 Part 2) | H.264/MPEG-4 AVC (MPEG-4 Part 10) | WMV | AVI | DivX | Xvid | ASF | QuickTime | MP4 | Real Video |
| -------------------- | ------ | ------ | -------------------------- | --------------------------------- | --- | --- | ---- | ---- | --- | --------- | --- | ---------- |
| Beyond TV            | ?      | Sí     | ?                          | Sí                                | Sí  | ?   | Sí   | Sí   | ?   | ?         | ?   | ?          |
| CTpvr                | ?      | ?      | ?                          | ?                                 | ?   | ?   | ?    | ?    | ?   | ?         | ?   | ?          |
| EyeTV                | Sí     | Sí     | ?                          | Sí                                | ?   | ?   | ?    | ?    | ?   | Sí        | Sí  | ?          |
| Freevo               | ?      | Sí     | ?                          | ?                                 | ?   | Sí  | Sí   | Sí   | ?   | ?         | ?   | ?          |
| GB-PVR               | ?      | Sí     | Sí2                        | ?                                 | ?   | Sí  | Sí2  | Sí   | ?   | ?         | ?   | ?          |
| Got All Media        | ?      | Sí     | ?                          | ?                                 | Sí  | Sí  | Sí   | Sí   | ?   | ?         | ?   | ?          |
| MediaPortal          | Sí     | Sí     | Sí                         | Sí                                | Sí  | Sí  | Sí   | Sí   | Sí  | Sí1       | Sí  | Sí1        |
| Yahoo Go! TV         | ?      | ?      | ?                          | Sí                                | Sí  | Sí  | Sí   | Sí   | ?   | Sí¹       | ?   | ?          |
| MeediOS              | ?      | ?      | ?                          | ?                                 | ?   | ?   | ?    | ?    | ?   | ?         | ?   | ?          |
| MythTV               | Sí     | Sí     | Sí                         | Sí                                | Sí  | Sí  | Sí   | Sí   | Sí  | Sí        | Sí  | Sí         |
| SageTV               | ?      | Sí     | Sí                         | Sí                                | Sí  | Sí  | Sí   | Sí   | ?   | Sí        | Sí  | ?          |
| SesamTV              | ?      | Sí     | Sí                         | Sí                                | Sí  | ?   | Sí   | Sí   | ?   | Sí        | ?   | Sí         |
| TVedia               | Sí     | Sí     | No                         | No                                | Sí  | Sí  | Sí   | No   | No  | Sí        | Sí  | Sí         |
| Windows Media Center | Sí     | Sí     | Sí                         | Sí1                               | Sí  | Sí  | Sí   | Sí   | Sí  | Sí1       | Sí1 | Sí1        |

1 Requiere software de 3.ª generación.
2 Requiere hardware descodificador.

## Soporte de Red
Cada artículo se debe ver desde el contexto de que se trabaja con PCs interactuando entre ellos. Por lo tanto, debe haber componentes hardware y software que permitan dicha interacción. A continuación se muestran algunos ejemplos:
| DVR                  | Sintonizador TV compartido | Hard Disk Pooling6 | Base de datos compartido | Domótica | Media Extenders | Placeshifting | Control remoto bidireccional |
| -------------------- | -------------------------- | ------------------ | ------------------------ | -------- | --------------- | ------------- | ---------------------------- |
| Beyond TV            | Sí                         | Sí                 | No                       | No       | No              | ?             | No                           |
| CTpvr                | ?                          | ?                  | ?                        | ?        | ?               | ?             | ?                            |
| EyeTV                | ?                          | ?                  | Sí                       | ?        | ?               | Sí            | ?                            |
| Freevo               | Sí                         | ?                  | ?                        | ?        | ?               | ?             | ?                            |
| GB-PVR               | Sí                         | ?                  | ?                        | ?        | ?               | ?             | ?                            |
| Got All Media        | ?                          | ?                  | ?                        | ?        | ?               | ?             | ?                            |
| MediaPortal          | Sí                         | No                 | No                       | No       | No              | Sí            | Sí4                          |
| Yahoo Go! TV         | ?                          | No                 | Sí1                      | ?        | No              | No            | No                           |
| MeediOS              | ?                          | ?                  | ?                        | ?        | ?               | ?             | ?                            |
| MythTV               | Sí                         | Sí                 | Sí                       | ?        | ?               | Sí            | ?                            |
| SageTV               | Sí                         | ?                  | ?                        | ?        | Sí              | Sí            | ?                            |
| SesamTV              | ?                          | ?                  | ?                        | ?        | ?               | ?             | ?                            |
| TVedia               | ?                          | ?                  | ?                        | ?        | ?               | ?             | ?                            |
| Windows Media Center | No                         | No                 | No                       | Sí2      | Sí              | No5           | Sí2                          |

1 Cambio de registro.

2 Compra de plugin de 3.ª generación

3 Plugin de libre distribución de 3.ª generación

4 Compra de plugin de 3.ª generación

5 Con software Web Guide 4 de 3.ª generación (software libre).

6 Permite la grabación de contenidos en múltiples discos duros como si fueran uno solo.